# Zdravko Zdravkov
Zdravko Sztojanov Zdravkov, bolgárul: Здравко Стоянов Здравков; (Szófia, 1970. október 4. –) bolgár válogatott labdarúgókapus.
A bolgár válogatott tagjaként részt vett az 1996-os és a 2004-es Európa-bajnokságon, illetve az 1998-as világbajnokságon.

## Sikerei, díjai
Levszki Szofija
- Bolgár bajnok (1): 1992–93
- Bolgár kupa (2): 1990–91, 1991–92

Szlavija Szofija
- Bolgár bajnok (1): 1995–96
- Bolgár kupa (1): 1995–96

Litex Lovecs
- Bolgár kupa (1): 2003–04